# Trường Đại học Tây Bắc
Trường Đại học Tây Bắc (Tay Bac University) là một trường đại học đa ngành cấp vùng Trung du và miền núi phía Bắc, là một trụ cột trong hệ thống giáo dục bậc cao của Việt Nam, có nhiệm vụ đào tạo nguồn nhân lực bậc đại học và cao học của cả vùng Trung du và miền núi phía Bắc. Ngoài đào tạo, trường đồng thời là trung tâm nghiên cứu khoa học và chính sách quản lý lớn của Miền Bắc Việt Nam.
Trường được thành lập dựa trên cơ sở nâng cấp trường Cao đẳng Sư phạm Tây Bắc, trực thuộc Bộ Giáo dục và Đào tạo.

## Giới thiệu chung
Ngày 30/6/1960, Bộ trưởng Bộ Giáo dục Nước Việt Nam Dân chủ Cộng hoà Nguyễn Văn Huyên đã kí Quyết định số 267/QĐ về việc thành lập Trường Sư phạm cấp II liên tỉnh, trong đó có Trường Sư phạm cấp II đặt tại Khu Tự trị Thái - Mèo. Đến năm 1980 nhà trường đã đào tạo, bồi dưỡng được 2.271 giáo viên (thuộc các hệ 7+2, 7+3, 10+3 và Cao đẳng bồi dưỡng), trong đó có 490 giáo viên người dân tộc thiểu số. Đây là kết quả sự nỗ lực phấn đấu đầy tâm huyết của tập thể Đảng uỷ, Ban Giám hiệu, cùng toàn thể cán bộ, giáo viên và giáo sinh Nhà trường.
Đến năm 1981, đội ngũ cán bộ giảng dạy, cán bộ hành chính và phục vụ cũng được bổ sung đông đảo, nâng tổng số cán bộ, giáo viên, cán bộ Nhà trường lên 252 người.
Ngày 06 tháng 04 năm 1981, Hội đồng Chính phủ đã ra Quyết định số 146/CP, nâng cấp Trường Sư phạm cấp II (10+3) Tây Bắc thành Trường Cao đẳng Sư phạm Tây Bắc. Từ năm 1981 đến năm 2000 nhà trường đã đào tạo được 4.219 giáo viên có trình độ 10+3 và cao đẳng sư phạm cho sự nghiệp giáo dục các tỉnh Tây Bắc. Với những thành tựu của Nhà trường đạt được trong thời kỳ này đã góp phần tạo cơ sở, nền tảng để Trường Cao đẳng Sư phạm Tây Bắc vươn lên trở thành trường đại học đa ngành ở khu vực Tây Bắc.
Tính đến năm 2000, Tây Bắc vẫn là địa phương nghèo nhất và có trình độ dân trí thấp nhất cả nước, trong bối cảnh lịch sử đó, ngày 23/3/2001, Thủ tướng Chính phủ ra Quyết định số 39/2001/QĐ-TTg về việc thành lập Trường Đại học Tây Bắc trên cơ sở Trường Cao đẳng Sư phạm Tây Bắc.

## Hội đồng trường
Phụ trách HĐT: TS. Vũ Thị Tú Anh - Phó Vụ trưởng Vụ Giáo dục Thường xuyên, Bộ GDĐT

## Ban Giám hiệu
Phó Hiệu trưởng, phụ trách Trường: TS. Đỗ Hồng Đức
Phó Hiệu trưởng: TS. Hoàng Ngọc Anh

## Phòng, ban
1. Phòng Đào tạo 
2.  Phòng Khoa học công nghệ và Hợp tác quốc tế
3. Phòng Công tác chính trị - Quản lý người học
4. Phòng Bảo đảm chất lượng và Thanh tra Pháp chế
5. Phòng Tổ chức - Hành chính
6. Phòng Kế toán - Tài chính
7. Phòng Quản trị Cơ sở vật chất
8. Ban Quản lý Khu nội trú
9. Trạm Y tế

## Các khoa trực thuộc
1. Khoa Khoa học Xã hội
2. Khoa Khoc học Tự nhiên - Công nghệ
3. Khoa Cơ sở
4. Khoa Tiểu học - Mầm non
5. Khoa Kinh tế
6. Khoa Nông - Lâm
7. Khoa Khoa học Sức khỏe

## Trung tâm
1. Trung tâm Thông tin - Thư viện
2. Trung tâm Thực hành - Thí nghiệm
3. Trung tâm Nghiên cứu Khoa học và Chuyển giao Công nghệ
4. Trung tâm Nghiên cứu Văn hóa các dân tộc Tây Bắc
6. Trung tâm Giáo dục Quốc phòng và An ninh
7. Trung tâm Đào tạo và dịch vụ Kinh tế
8. Trung tâm Tin học - Ngoại ngữ
9. Trung tâm Nghiên cứu và Phát triển các sản phẩm khoa học công nghệ
10. Trung tâm thúc đẩy khởi sự, khởi nghiệp kinh doanh và thu hút đầu tư vùng dân tộc thiểu số
11. Trung tâm Nông nghiệp bền vững
12. Trung tâm Phát triển Du lịch Tây Bắc
13. Trung tâm Nghiên cứu Đa dạng Sinh học và Môi trường

## Trường trực thuộc
1. Trường Tiểu học, Trung học cơ sở và Trung học phổ thông Chu Văn An (http://chuvanantaybac.edu.vn/ Lưu trữ ngày 29 tháng 5 năm 2018 tại Wayback Machine)

## Các thế hệ Hiệu trưởng
| STT | Họ và tên       | Học hàm, học vị      | Chuyên ngành | Nhiệm kì    |
| --- | --------------- | -------------------- | ------------ | ----------- |
| 1   | Lường Văn Cúc   |                      |              | 1961 - 1969 |
| 2   | Phạm Viết Tâm   |                      |              | 1969 - 1972 |
| 3   | Đỗ Mộng Bảo     |                      |              | 1972 - 1977 |
| 4   | Cầm Quynh       |                      |              | 1977 - 1996 |
| 5   | Hoàng Lãng      |                      |              | 1996 - 2001 |
| 6   | Đặng Quang Việt | Phó Giáo sư, Tiến sĩ | Toán         | 2001 - 2012 |
| 7   | Nguyễn Văn Bao  | Tiến sĩ              | Văn học      | 2012 - 2017 |
| 8   | Đinh Thanh Tâm  | Tiến sĩ              | Vật lí       | 2018 - 2023 |